# Fitna (Film)
Fitna (von arabisch: fitna, فتنة, ,Versuchung‘, ,Zwietracht‘ oder ,Krieg zwischen Muslimen‘) ist ein islamfeindlicher Kurz- und Kompilationsfilm des rechtspopulistischen niederländischen Politikers Geert Wilders. Der Film ist eine Collage von Zitaten aus verschiedenen Suren des Korans in visueller und akustischer Verknüpfung mit in Printmedien und Film- und Fernsehaufnahmen dokumentierten islamistisch motivierten Gewaltszenen zu Beginn des 21. Jahrhunderts.

## Inhalt
Das arabische Fitna (فتنة) bedeutet in etwa „Versuchung“ oder „Zwietracht“, aber auch „Krieg zwischen Muslimen“. Der siebzehnminütige Film beginnt mit einer – nicht autorisierten – Einstellung auf Kurt Westergaards Karikatur aus Das Gesicht Mohammeds, die Mohammed mit einer Bombe als Turban darstellt; eine Uhr zählt von 15’00” rückwärts. Im ersten Teil des Films werden Koranverse zitiert (8:60, 4:56, 47:4, 4:89, 8:39). Dazu werden Bilder von islamistisch motivierten Gewalttaten, den Terroranschlägen am 11. September 2001, den Madrider Zuganschlägen und den U-Bahn-Anschlägen in London, gezeigt und mit ausgewählten Aufnahmen islamistischer Agitatoren kombiniert. Der zweite Teil beschäftigt sich mit der angeblichen Islamisierung Europas: Infolge dieser seien die Rechte von Minderheiten wie Homosexuellen und Juden, aber auch von Frauen und Kindern gefährdet. Am Ende des Films wird schriftlich die Aufforderung eingeblendet, „die islamische Ideologie“ zu bekämpfen. Der Zähler vom Anfang ist nun bei Null angekommen, es folgt ein Schnitt auf ein Gewitter mit Donner und Blitz.

## Geschichte
Wilders war bereits seit mehreren Jahren für seine anti-islamischen Initiativen bekannt. Im Oktober 2005 hatte er in der Tweede Kamer der Staten-Generaal einen Gesetzesentwurf für das Verbot des Tragens einer Burka in den Niederlanden eingebracht. 2007 hatte er in einem Meinungsartikel in De Volkskrant den Koran als „faschistisches Buch“ bezeichnet, das man, wie Mein Kampf, verbieten müsse.

### Ankündigung
Fitna wurde am 28. November 2007 durch einen Artikel auf der Titelseite von De Telegraaf in die öffentliche Debatte eingeführt. Nicht nur in den Niederlanden war dies der Auftakt zu einer ersten Phase der Deliberation.
Jaap de Hoop Scheffer sah in dem Film eine Gefahr für die NATO in Afghanistan. Die Polizei in Amsterdam und Rotterdam wurde in erhöhte Alarmbereitschaft versetzt und Botschaften, Organisationen und Unternehmen von der Regierung gewarnt. Der syrische Großmufti Ahmed Badr al-Din al-Hassoun warnte in einer Rede vor dem Europäischen Parlament vor einem „Blutvergießen“, das der Film auslösen könnte. Die malaysische Botschafterin Noor Farida Ariffin sagte in einem Interview mit De Volkskrant, es werde „Dutzende Tote“ geben, und erinnerte dabei an Das Gesicht Mohammeds.
Mit der Wirkung des Films begründete die niederländische Anti-Terror-Behörde eine Erhöhung der nationalen Bedrohungsstufe. Ministerpräsident Jan Peter Balkenende sah die Gefahr von Boykotten der niederländischen Wirtschaft. Ayaan Hirsi Ali, Drehbuchautorin des islamkritischen Films Submission, sah Provokation als Motiv des Films und forderte, die Immigrationsdebatte nicht den Extremen zu überlassen.
Die Website des Films wurde am 23. März 2008 vom US-amerikanischen Internetdienstanbieter Network Solutions geschlossen. Auf der Site waren zuvor der Titel des Films Fitna und der Hinweis auf die baldige Veröffentlichung zu sehen. Network Solutions erklärte nun, es habe zahlreiche Beschwerden gegeben, die zurzeit überprüft würden. Die Website sei geschlossen worden, nachdem man von Wilders eine Vorabversion des Films zur Überprüfung angefordert, aber keine Antwort erhalten habe.
Leon de Winter kritisierte die Abschaltung der Seite als vorauseilende Zensur. Von Seiten deutscher Islamgegner wurde der Umstand, dass die von derselben Firma verwaltete Website der Hisbollah nicht gegen die Nutzungsbestimmungen verstößt, als Indiz für eine Sympathie der Firma für die Hisbollah gewertet. Network Solutions reagierte auf die Kritik mit dem Abschalten der Hisbollah-Seite.

### Veröffentlichung
Am 27. März 2008 gegen 19 Uhr wurde der Film in einer niederländischen und einer englischen Sprachversion auf dem Internet-Videoportal LiveLeak veröffentlicht, nachdem kein Fernsehsender zur Ausstrahlung bereit gewesen war.
LiveLeak entfernte den Film jedoch bereits am 28. März 2008 mit einem Hinweis auf Morddrohungen gegen Mitarbeiter der Firma. Der Film hatte sich aber zu diesem Zeitpunkt bereits im Internet verbreitet und war auf andere Seiten kopiert worden. LiveLeak stellte Fitna am 31. März 2008 wieder ein. Man habe Sicherheitsvorkehrungen getroffen und wolle sich nicht durch Drohungen unter Druck setzen lassen, legales und regelkonformes Material zu zensieren, nur weil manche den Inhalt nicht mögen.

### Folgen
Die niederländische Regierung distanzierte sich von dem Film. Ministerpräsident Jan Peter Balkenende erklärte, er erkenne nicht, dass der Film etwas anderes bezwecke als die Verletzung von Gefühlen. Ungeachtet dessen übergab die iranische Regierung dem niederländischen und – als Vertreter der damaligen EU-Ratspräsidentschaft – dem slowenischen Botschafter im Teheraner Außenministerium Protestnoten. Ayatollah Ahmad Khatami, ein prominenter iranischer Geistlicher, vermutete das „zionistische Regime“ (Israel) und nicht näher definierte Mächte der Unterdrückung als treibende Kräfte hinter Wilders’ Film.
UN-Generalsekretär Ban Ki-moon forderte, die Verbreitung des Films zu unterbinden. Verhetzung und Aufforderung zur Gewalt seien nicht eine Frage der freien Meinungsäußerung.
Reaktionen aus vorwiegend islamischen Staaten fielen zumeist besonnen aus. Die Botschafter von 26 Ländern forderten die niederländische Regierung auf, rechtlich gegen Fitna vorzugehen. Einige Personen und Organisationen stellten Strafanzeige gegen Wilders. Staatlich organisierte Proteste gab es in Pakistan und Indonesien. So demonstrierten etwa in Karatschi mehr als 25.000 Menschen gegen den Film.
Die Taliban kündigten Vergeltung gegen niederländische Truppen in Afghanistan an.
Der Zeichner der Karikatur aus der Starteinstellung betonte, dass er Wilders die Verwendung seines Cartoons nicht genehmigt habe, und wehrte sich dagegen, dass seine Zeichnung „aus ihrem ursprünglichen Kontext gerissen wird“. Er bemängelte, dass Wilders stark verallgemeinere und Muslime grundsätzlich als potenzielle Terroristen wahrnehme. Seine Karikatur richte sich hingegen „nicht gegen die muslimische Gesellschaft an sich“, sondern sollte „auf fanatische islamistische Terroristen abzielen“. Die dänische Journalistengewerkschaft beantragt eine einstweilige Verfügung gegen Wilders’ Film. Wilders kündigte eine korrigierte Fassung seines Films an, in dem sowohl auf die Karikatur verzichtet als auch das Foto des Rappers Salah Edin ersetzt werde, das versehentlich anstelle eines Bildes des van-Gogh-Mörders eingeblendet wurde. Die revidierte Fassung wurde am 6. April 2008 bei LiveLeak veröffentlicht.
Wilders wurde wegen Verletzung von Urheber- und Persönlichkeitsrechten des Rappers Salah Edin zu einer Geldstrafe verurteilt. Ein Prozess wegen Volksverhetzung wurde jedoch zu seinen Gunsten entschieden.
Der saudi-arabische Blogger Raid al-Saed veröffentlichte am 1. April mit Schism (etwa „Teilung“) eine Parodie auf Fitna. Laut Aussage des Autors ging es ihm darum „zu zeigen, dass es einfach sei, Vorurteile und Hass zu erzeugen, wenn man – wie Wilders – willkürlich Zitate aus einem heiligen Buch mit Bildern von Gewalt illustriere“. Kritiker bemängeln allerdings, dass die gezeigten Gewalttaten nicht religiös motiviert seien.
Ein enger Freund von Geert Wilders und gleichzeitig einer der Produzenten des Films, Arnoud van Doorn, konvertierte 2013 zum Islam.

## Rezensionen
In den Medien wurde der Film nach der Veröffentlichung überwiegend negativ bewertet:
Gerald Traufetter bezeichnet in seinem Beitrag auf Spiegel Online den Film als „Pamphlet, eine wüste Collage von Horror- und Zerrbildern des Islam“. Die Süddeutsche Zeitung kritisiert, der Film kläre nicht auf, sondern setze „dem Terrorismus die Hetze entgegen, die weiteren Terror provozieren wird“. Die Zeit urteilt: „Gemessen an diesem ‚Pamphlet‘ ist Hirsi Alis und van Goghs umstrittener Koran-kritischer Film gegen die Unterdrückung der Frauen im Islam (Submission) geradezu ein künstlerisch anspruchsvoller Film-Essay“. Focus Online bezeichnet Wilders als „Blonden Hetzer mit Anti-Islam-Mission“.
Manche Kommentatoren waren aber auch der Meinung, dass der Film weit weniger provokant oder offensiv sei als erwartet. Die FAZ schreibt zum Beispiel:
„Geert Wilders hat kein Symbol des Islams entwürdigt oder herabgesetzt. Es gibt in Fitna – wenn man von einer motivisch genutzten dänischen Karikatur (die Turbanbombe) absieht – keine Verächtlichmachung des Propheten, des Korans oder der gläubigen Menschen. Es ist vielmehr eine sehr geschickte, suggestive Collage des Hasses der Islamisten gegen den Rest der Menschheit.“
Thorsten Dörting sagte in Spiegel Online „Wozu die Aufregung? Beim westlichen Publikum wird der niederländische Rechtspopulist Geert Wilders mit seinem Anti-Islam-Video auf Unverständnis stoßen. Denn sein filmisches Pamphlet bedient sich genau jener Bilder und Methoden, die sonst nur Islamisten benutzen.“
Die Muslimin Fatma Aykut rezensierte in Spiegel Online: „Der Filmtitel ‚Fitna‘ bedeutet übersetzt ‚Chaos‘ – und das ist der Film bis zur zehnten Minute. Ein loses Aneinanderreihen von Filmsequenzen […]. Was ist eigentlich der Erkenntnisgewinn aus diesem Film? Was will der Autor? Doch dann, nach der zehnten Filmminute, wird sein Ziel glasklar. Wilders hat nicht die Islamisten aus Afghanistan, Pakistan oder dem Irak im Visier, sondern die Muslime in Europa. […] Das Verzwickte an diesem Film ist: Er zeigt einen Aspekt der muslimischen Realität in Europa – und zwar blöderweise auch noch dokumentarisch. […] Nur hält er bewusst einige wichtige Informationen zurück. Die hohe Arbeitslosigkeit unter Migranten, die geringen Bildungschancen, den alltäglichen Rassismus, dem viele, vor allem männliche Migrantenkinder, ausgesetzt sind.“
Der islamkritische Journalist und Schriftsteller Henryk M. Broder kritisiert in einem Beitrag in Spiegel Online, dass sich die niederländische Regierung für den Film entschuldigt und die niederländischen Fernsehsender eine Ausstrahlung abgelehnt haben. In der Kritik am Film sieht er eine vorauseilende Appeasement-Politik. Auch kritisiert er die Bezeichnung Wilders’ als „Rechtspopulist“ als diffamierend.
Imam Mohammad Al-Hayek setzte sich gegenüber ABC News mit den in Fitna zitierten Koranversen auseinander und vertritt die folgenden Interpretationen: Der Vers 8:6[0], wie auch 47:4, beziehe sich auf die Verteidigung im Krieg; ein Angriffskrieg auf Andersgläubige sei ausgeschlossen. Der folgende Vers 8:61 fordere explizit dazu auf, Frieden zu schließen, wenn die Gegner ihn auch wollen. 8:39 fordere Muslime auf, sich gegen religiöse Verfolgung zu wehren. Der Film verwende das Wort „dissension“ (Meinungsverschiedenheit), wo „persecution“ (Verfolgung) die bessere Übersetzung wäre. Vers 4:56 beschreibe Höllenqualen im Jenseits. Vers 4:89 schließlich beziehe sich auf Verräter während der Schlacht von Uhud.
In einem Interview auf der Website des Humanistischen Pressedienstes vertrat die Vorsitzende des Zentralrats der Ex-Muslime, Mina Ahadi, die Ansicht, Fitna „sei kein rechter Film“, da das Eintreten für die Menschenrechte von Frauen und Homosexuellen kein Ausdruck (politisch) rechter Gesinnung sei. Ahadi sagte weiter: „Diejenigen, die den Film so einfach in die rechte Ecke drücken wollen, sind entweder ignorant, wollen also das Problem des politischen Islam nicht sehen, oder sind einfach nur feige“. Der Film decke vielmehr „die enge Verknüpfung von islamischem Glauben und politischem Islamismus“ auf und zeige die menschenverachtende Seite des politischen Islam. Problematisch sei jedoch die Gleichsetzung des letzteren mit den Positionen gemäßigter Muslime.
In einem Gastbeitrag in Spiegel Online bezeichnete der unter dem Pseudonym Ibn Warraq schreibende Islam-Dissident den Filmautor Geert Wilders als „Held[en] unserer Zeit“, der gegen den „Islamofaschismus“ aufzustehen wage. Die Kritik, Wilders’ Film reiße Zitate aus dem Zusammenhang, sei unberechtigt: Die im Film verwendeten Koranzitate würden von Muslimen selbst zur Entwicklung ihrer Theorie vom Heiligen Krieg herangezogen. Gerade Unterdrückung von Islamkritik werde aber zu „giftigem, rassistischem Populismus“ führen.
In der Weltwoche schrieb ein Autor, der aus Sicherheitsgründen das Pseudonym „René Marcus“ benutzt und nach Angaben des Magazins Professor an einer renommierten europäischen Universität sei, die Vorwürfe, der Film stachle zum Hass auf und reiße Zitate aus dem Zusammenhang, seien falsch, wie ein Studium des Korans belege: „Der Koran, das heilige Buch der Muslime, ist ein Buch, in dem die Verbalwurzel qtl, ‚töten‘, 187-mal vorkommt, davon 25-mal im Imperativ (z. B. Sure 4, 89 und 91; Sure 9, 4 und 14 und 29).“ In diesem Zusammenhang stellt der Autor die Frage, warum sich nicht diejenigen Muslime, die Gewalt im Namen des Islam als eine Pervertierung ihrer Religion ansehen, deutlicher gegen die Gräueltaten positionieren: „Ist Osama Bin Laden ein frommer Muslim? Oder pervertiert er die Botschaft des Propheten? Wenn er sie pervertiert, muss er per Fatwa aus der Gemeinschaft der Gläubigen ausgestossen werden.“
Irshad Manji schrieb auf washingtonpost.com, der Film sei rüpelhaft und langweilig (“boorish and boring”) und Wilders habe damit der freien Meinungsäußerung einen schlechten Dienst erwiesen, da der Film vorhersehbar und unkreativ sei und Wilders damit wenig mehr als eine mittelmäßige Moralpredigt (“a garden-variety harangue”) erreicht habe, das Ergebnis von Freiheit in diesem Fall auf Banalität hinausgelaufen sei. Manji schlug in ihrer Rezension vor, Wilders hätte besser die im Film benutzten Bilder mit positiven Auszügen aus dem Koran konterkarieren sollen, um den Widerspruch zwischen dem extremistischen Teil des Islams mit den liberaleren Teilen des Korans aufzuzeigen.
Der Sozialwissenschaftler Hartmut Krauss betrachtet den Film als weder manipulativ noch demagogisch. Der Film thematisiere ausschließlich die durch den Islam im Koran legitimierte Gewalt, indem lediglich Szenen von zu Gewalt aufrufenden und diese legitimierenden Versen des Koran, sich darauf beziehende Ausschnitte aus „Hasspredigten“ und schließlich die dschihadistische Praxis in Gestalt konkreter islamistischer Gewalttaten in einen begründungs- und handlungslogisch konsequenten Zusammenhang gerückt würden. Der Film stelle keineswegs eine – wie medial oft fälschlicherweise suggeriert – undifferenzierte, diffamierende Beleidigung aller Muslime dar.